# Осямамбе

42°30′48″ пн. ш. 140°22′49″ сх. д. / 42.51333° пн. ш. 140.38028° сх. д.
Осяма́мбе (яп. 長万部町, おしゃまんべちょう, МФА: [oɕamambe t͡ɕoː]) — містечко в Японії, в повіті Ямакосі округу Осіма префектури Хоккайдо. Станом на 1 жовтня 2008 року площа містечка становила 310,84 км². Станом на 31 березня 2017 населення містечка становило 5463 осіб.